# Тихомир Завидовић
Тихомир Завидовић (пре 1113 — 1168), познат и као „велики жупан Тихомир”, био је српски велики жупан у периоду од 1165. до 1166. године. Био је син Завиде и најстарији брат Стефана Немање. Са власти га је збацио брат, након чега је у Србији избио грађански рат. У бици код Пантина 1168. године Стефан Немања односи победу. Тихомир је погинуо, удавивши се у Ситници.

## Породица, детињство и младост
О Тихомировом раном животу нема података. Истраживања о пореклу Тихомира су бројна, будући да је он био рођени брат оснивача династије Немањића. Тихомир је био најстарији син Завиде. Идентитет његове мајке није познат. Имао је тројицу браће: Страцимира, Мирослава и Стефана Немању. Година рођења Тихомира није позната. Међутим, из Житија Светог Симеона од Светог Саве сазнајемо да је Стефан Немања био рођен 1113. године. Тихомир је, дакле, морао бити рођен барем неколико година раније, будући да је био старији и од Страцимира и Мирослава. Разлике у годинама међу браћом данас нису познате, а не постоје ни ликовне представе Тихомира, које би донекле помогле у процени. Завида је био сродник владајуће српске династије Вукановића. Отац му се у немирним временима друге деценије 12. века у Рашкој, изазваних борбама око престола, склонио у Дукљу. Завида се са Немањом касније вратио у Рашку. Са њима су дошли и Тихомир, Страцимир и Мирослав. Тибор Живковић је овај догађај хронолошки сместио у тридесете године 12. века, мада данас постоје и другачија мишљења.

## Успон
Редослед српских великих жупана у 12. веку данас је познат. Петорица владара засигурно су припадала династији Вукановића: Вукан, Урош I, Урош II, Белош и Деса. За Завиду се данас сматра да потиче од исте династије, али се не зна у ком сродству је био са владарима породице Вукановића. Година у којој је Тихомир стекао поседе није позната. Срђан Пириватрић је сматрао да је Стефан Немања своје поседе добио између 1158/9. и 1167. године. У овом периоду, или нешто раније, треба тражити и годину Тихомировог успона. Потврду овакве претпоставке налазимо и у стицању положаја његовог млађег брата Мирослава. Изворима је добро поткрепљена претпоставка да је Мирослав дошао на власт у Хуму почетком 1160-их година. Миодраг Марковић је детаљно образложио датирање његовог ктиторског натписа у цркви Светог Петра на Лиму у 1161/1162. годину.. Управо је то било време када су се Завидини синови уздигли на политичкој сцени Србије. На основу имена Тихомировог сина Првослава, Пириватрић је претпоставио да је младом наследнику кумовао управо велики жупан Урош II 1140-их година. То посредно упућује да је Тихомир био на одређеном положају чак и крајем прве половине 12. века, у време бурних Угарско-византијских ратова који су се делом одвијали и на територији Србије.

## Долазак на великожупански престо
Тихомир је наследио положај великог жупана од Десе, свргнутог од стране византијског цара Манојла I Комнина (1143—1180). Околности под којима је дошло до смене описују грчки извори: Јован Кинам и Никита Хонијат. Догађај је био повезан са угарско-византијским ратовима 1160-их година. Лета 1163. године Манојло је, по Кинаму, први пут свргао Десу и наредио да га затворе у царску палату. Августа или септембра исте године Манојло је боравио у Нишу, где је примио посланство угарског краља Стефана III. По Хонијату, Манојло је опростио Деси и вратио га на власт, што Пириватрић датира у 1165. годину.
Више података о хронологији даје нам говор византијског ретора Михаила Анхијалског посвећен византијском цару. Он се односи на догађаје из 1164. и 1165. године. Свакако је до њега дошло пре Богојављања 1166. године. Михаило Анхијалски истиче да је "Дачанин" (односно српски жупан) морао да се покори Манојлу и пошаље одред војске за рат против Пеонаца (Угара). Од посебне важности је чињеница да је Манојло том Дачанину поверио власт приликом овог похода. Свакако је то био Тихомир, који је дошао на престо уместо свргнутог Десе. Посматрајући хронологију византијског похода на Угарску, долази се до податка да је до смене Десе и доласка Тихомира на власт дошло у другој половини 1165. године.
Велики жупан Тихомир је под својом личном влашћу задржао ужу Рашку област, а што се тиче његове браће, Мирослав је добио Захумље, Страцимир градачко-рудничку област, а најмлађи Немања добија Ибар, Топлицу, Расину и област око Јастрепца коју народ зове данас „Реке“. Мирослав подиже своју задужбину цркву светог Петра и Павла у Бијелом Пољу где је и написано Мирослављево јеванђеље, а Страцимир подиже цркву у Грацу (данас Чачак).

## Грађански рат Тихомира и Немање
Немањин сукоб са браћом довољно је познат историјској науци. Оснивач династије Немањића је као удеони кнез владао жупама Топлица, Ибар, Расина и Реке. Уколико се хронолошки подаци Светог Саве узму као исправни, он је овим земљама управљао током периода владавина жупана Уроша II, Десе и Тихомира. У периоду између 1158. и 1165. године дошло је до сусрета Немање и византијског цара Манојла I Комнина. Византијски цар доделио је Немањи на управу област Дубочицу (данашњи Лесковац) и одликовао га "царским сном". Био је то начин византијског цара да унесе раздор међу браћом, подржавши онога ко је у том тренутку имао најмање легитимитета да понесе великожупанску титулу. Срђан Пириватрић смешта почетак краткотрајне владавине кнеза Тихомира као великог жупана у 1165. годину. Историјско дело Јована Кинама доноси информацију да је у саставу византијске војске која је 1166. године кренула на Мађаре, под вођством Андроника Контостефана, учествовао и одред великог жупана Србије.
Повод за Немањин сукоб са браћом је, како је добро познато, градња манастира Светог Николе у Куршумлији и Пресвете Богородице на ушћу Косанице у Топлицу. Био је то израз којим је Немања показао своје претензије над великожупанском титулом. Тиме је он отворено оспорио власт свога брата Тихомира. Мирослав Хумски је присуствовао састанку на коме је Немања ухваћен и затворен у пећини крај Раса. Заробљеништво није трајало дуго, будући да се помоћу присталица Немања успео ослободити и покренути грађански рат против браће. Мирослав је, заједно са Страцимиром и Тихомиром, побегао у Византију. Тамо су браћа добила помоћ цара Манојла, коју је предводио грчки војсковођа Теодор Падијат. Година одсудне битке код Пантина различито је навођена. Јованка Калић сматрала је да је до ње дошло 1168. године. Тихомир је погинуо удавивши се у Ситници, док су се Мирослав и Страцимир повукли са бојног поља. Стефан Немања се измирио са браћом и оставио их на власти као удеоне кнежеве. У документима се наводи Тихомирова смрт, јер се спомиње да је један од браће погинуо, а затим извори више не помињу Тихомира.

## Потомство
Идентитет Тихомирове жене није познат. Са њом је велики жупан имао барем једног сина: Стефана Првослава. Овај принц познат је по својој ктиторији - Ђурђевим Ступовима код Берана. У време Тихомирове владавине наслеђивање се вршило по принципу сениората. Уроша II су наследила браћа Белош и Деса. Првослав због тога није могао бити проглашен за очевог наследника на месту великог жупана, већ само за наследника удеоне области. Првослав је морао бити првенац великог жупана Тихомира. Срђан Пириватрић одбацује повезаност Константина Тиха са Немањићима преко женске линије. На основу података из географије и сличности у именима, он повезује Константина Тиха са Немањиним братом Тихомиром. У једном документу охридског архиепископа Димитрија Хоматијана из 1220. године помиње се извесни архонт Јован Тихомир у области Скопља, односно управо у оном месту одакле се претпоставља да је Тихомир и кренуо на брата 1168. године. Пириватрић такође претпоставља да је и Константин пре доласка на власт управљао облашћу око Скопља.